# 商店経営
『商店経営』（しょうてんけいえい）は、1968年4月2日から1983年4月2日までNHK教育テレビで放送されていた教養番組である。その後も1983年4月8日から1984年3月31日まで『商業専科』（しょうぎょうせんか）と題して放送されていた。

## 概要
1967年度まで『これからの中小企業』の中で放送されていた「商業経営」を独立させた番組である。単独番組としての放送が主だったが、1976年4月7日から1980年3月30日までは『あすの経営』内で放送されていた。
番組は、消費者の意見を反映させながら商店経営に役立つ手法を検討していた。「テレビで店員教育を」という全国の商店からの要望もあり、1970年度の放送から従業員対象のものに内容を改めた
。

## 放送時間
いずれも日本標準時、別の時間帯での再放送あり。

### 商店経営
- 火曜日 19:30 - 20:00[1] （1968年4月2日） - 初回のみこの時間帯で本放送。以後は再放送枠として使用。
- 日曜日 08:00 - 08:30[1] （1968年4月7日 - 1976年3月28日）
- 日曜日 10:00 - 10:30 （1976年4月4日）
- 水曜日 08:30 - 08:57 （『あすの経営』水曜日：1976年4月7日 - 1979年3月21日） - 1979年4月以降も再放送枠として使用。
- 日曜日 23:30 - 23:57 （『あすの経営』日曜日：1979年4月8日 - 1980年3月30日） - 1979年3月までは再放送枠だった。
- 日曜日 23:30 - 23:57 （1980年4月6日 - 1982年4月4日）
- 土曜日 23:30 - 23:57[3] （1982年4月10日 - 1983年4月2日）

### 商業専科
- 金曜日 17:00 - 17:27 （1983年4月8日） - 初回のみこの時間帯で本放送。以後は再放送枠として使用。
- 土曜日 23:30 - 24:00 （1983年4月9日 - 1984年3月31日）

## 出演者
- 市橋立彦
- 川崎進一
- 堀川直義
- 清水滋
- 原善三郎